# Бикенбах (Хунсрик)
Бикенбах (њем. Bickenbach) општина је у њемачкој савезној држави Рајна-Палатинат. Једно је од 134 општинска средишта округа Рајн-Хунсрик. Према процјени из 2010. у општини је живјело 339 становника. Посједује регионалну шифру (AGS) 7140014.

## Географски и демографски подаци
Бикенбах се налази у савезној држави Рајна-Палатинат у округу Рајн-Хунсрик. Општина се налази на надморској висини од 410 метара. Површина општине износи 6,4 km².

## Становништво
У самом мјесту је, према процјени из 2010. године, живјело 339 становника. Просјечна густина становништва износи 53 становника/km².